# Italienfeldzug (Erster Koalitionskrieg)
Der Italienfeldzug Napoleon Bonapartes fand von 1796 bis 1797 innerhalb des Ersten Koalitionskrieges (1792–1797) statt, der gegen das revolutionäre Frankreich zunächst von einer Koalition europäischer Großmächte und Kleinstaaten geführt wurde. Mit der Übernahme des Kommandos der Italienarmee und einer Reihe von darauffolgenden Siegen begann Napoleon Bonapartes einzigartige militärische Karriere ein von den alliierten gegnerischen Mächten unerwartetes Ausmaß anzunehmen.

## Ausgangslage
Nach dem Ende des Spanischen Erbfolgekrieges (1701 bis 1713) erhielt Österreich im Frieden von Utrecht 1713 Mailand, Neapel (ohne Sizilien) und Sardinien. Es wurde damit zur dominierenden Macht in Italien.
Das Königreich Sardinien hatte in den vorangegangenen Jahrhunderten eine Schaukelpolitik zwischen Frankreich und Österreich betrieben. Es umfasste auf dem Festland das Fürstentum Piemont, die Herzogtümer Savoyen und Montferrat, sowie die Grafschaften Aosta und Nizza. Hinzu kam die Insel Sardinien. Da das Königreich im Kriegsfall bis zu 60.000 Mann aufbieten konnte, galt es als erste italienische Macht der Region. Die französische Republik hatte dem Königreich im September 1792 den Krieg erklärt und kurz darauf Nizza und den größten Teil Savoyens besetzt. König Viktor Amadeus III. ließ unterstützt von britischen Subsidien im folgenden Jahr die Gebiete zurückerobern während ein französischer Landungsversuch auf Sardinien scheiterte.
Am 29. Mai 1794 schlossen Österreich und Sardinien-Piemont in Valenciennes einen förmlichen Allianzvertrag. Dieser sah vor, dass Piemont die Alpenpässe decken sollte, während Österreich eine Armee in Norditalien unterhielt, um als Unterstützung zu fungieren und einen Vorstoß französischer Kräfte an der Riviera zu verhindern. Den gemeinsamen Oberbefehl sollte der österreichische General Joseph Nikolaus de Vins führen. Die Operationen verliefen schleppend und ohne Entscheidung, was wohl auch darin begründet lag, dass parallel noch diplomatische Beziehungen gepflegt wurden. Frankreich bot dem sardischen König eine Allianz an. Er solle auf die französisch besetzten Gebiete verzichten und den französischen Truppen den Durchmarsch in die österreichische Lombardei gestatten. Dafür würde er mit noch zu erobernden österreichischen Gebieten (Lombardei und Ligurien) entschädigt werden. Tatsächlich war die wirtschaftliche Lage Sardiniens so angespannt, dass der König bereits die Kronjuwelen hatte beleihen müssen.
Das Blatt begann sich zugunsten der Franzosen zu wenden. Nachdem Preußen (5. April 1795) und Spanien (22. Juli 1795) im Frieden von Basel aus dem Krieg ausgeschieden und die Republik der Vereinigten Niederlande bereits im Winter zuvor besetzt worden waren, konnte Frankreich Verstärkungen in die Alpen schicken. Die alliierten Sarden und Österreicher gingen Ende 1795 noch einmal in die Offensive, wurden jedoch in der Schlacht bei Loano (23./24. November) von der französischen Armée d’Italie unter Général Barthélemy Schérer geschlagen. Die sardischen Militärs drängten Viktor Amadeus nun verstärkt zum Friedensschluss. Obwohl erneut Verhandlungen stattfanden, lehnte der König am 27. Januar 1796 die französischen Angebote erneut ab. Da man aber auch in Wien von den Verhandlungen erfahren hatte, begegneten die Österreicher ihren Verbündeten fortan mit Misstrauen.

## Einmarsch in Italien und der Sieg über das Königreich Sardinien-Piemont

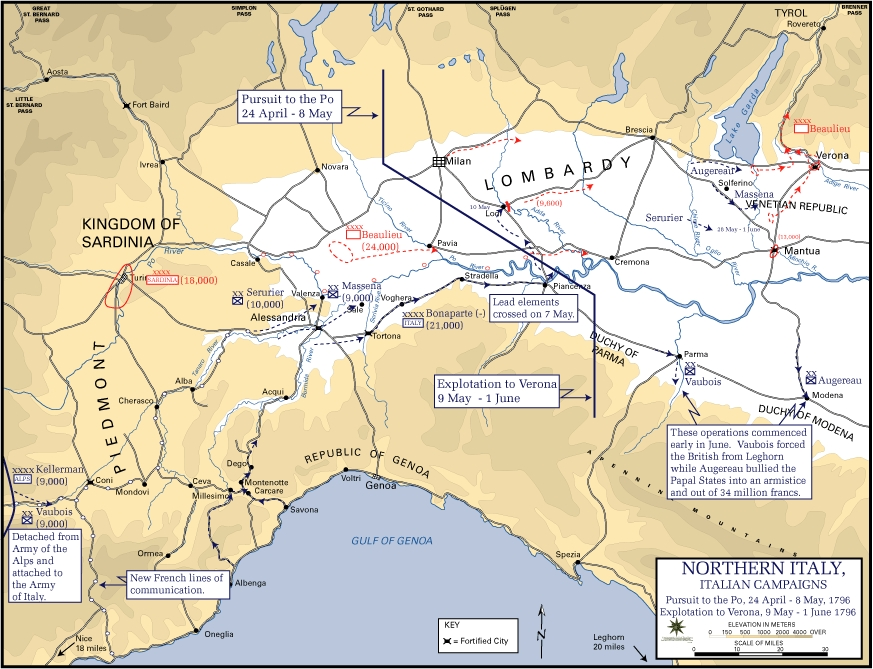
Der Italienfeldzug bis zum 1. Juni 1796

Nachdem Napoleon am 2. März 1796 vom Direktorium den Oberbefehl der Italienarmee erhalten hatte, begann er mit einer 41.500 Mann starken Armee seinen Vormarsch gegen die mit 47.000 Österreichern und Piemontesen leicht überlegene feindliche Streitmacht. Für Napoleon kam erschwerend hinzu, dass seine Truppe schlechter ausgerüstet war als die seiner Gegner.
Um den Nachteil hinsichtlich der Truppenstärke auszugleichen, plante Napoleon einen getrennten Angriff auf die beiden verbündeten feindlichen Heere. Am 12. April 1796 kam es in der Schlacht bei Montenotte zur ersten großen Schlacht zwischen den Franzosen und den Österreichern; sie endete für Frankreich siegreich. Tags darauf marschierte Napoleon gegen die sardisch-piemontischen Truppen, besiegte sie zunächst am 13. April 1796 in der Schlacht bei Millesimo sowie am gleichen und nochmals am folgenden Tag in der Schlacht von Dego. Ausschlaggebend für die Siegesserie der Franzosen war die Taktik Napoleons, die unter anderem aus Flankenoperationen bestand. Napoleon, der sich an einen strikten Schlachtplan hielt, gelang es, innerhalb von vier Tagen vier Schlachten zu gewinnen. Am 28. April nach dem französischen Sieg bei Mondovi schloss Napoleon mit dem Königreich Sardinien-Piemont einen Waffenstillstand, dem am 18. Mai der Friede von Turin folgte. Das Königreich musste Savoyen und Nizza an Frankreich abtreten.

## Besetzung der Lombardei
Nach diesem Friedensschluss konnte sich Napoleon gegen die österreichische Armee wenden. In schnellen Manövern rückte er gegen Mailand vor und konnte die Österreicher am 10. Mai in der Schlacht bei Lodi besiegen. Der Legende nach stürmte er bei der Einnahme der strategisch wichtigen Brücke über die Adda selbst voran. Nach der Vertreibung der letzten österreichischen Truppen aus der Lombardei marschierte der siegreiche Napoleon am 15. Mai 1796 in Mailand, der Hauptstadt der Lombardei, ein.
Nach der Niederlage der Österreicher unter FZM de Beaulieu in der Schlacht von Borghetto (30. Mai) blieb den Franzosen eineinhalb Monate Zeit, um sich gegen die südliche Flanke zu wenden und den Kirchenstaat gefügig zu machen. So gelang es Napoleon im Sommer 1796, die knapp 20.000 päpstlichen Soldaten in die Flucht zu schlagen, Florenz einzunehmen und zudem noch reichlich Kriegsbeute zu machen. Die Herzogtümer Parma, Modena und der Kirchenstaat beeilten sich danach schnell, den Frieden mit Geld und Gemälden zu erkaufen.
Das Direktorium verfolgte den nicht erwarteten Siegeszug Napoleons mit zwiespältigen Gefühlen. Zwar sorgte der Feldherr dafür, dass Geld in die leeren Kassen der Regierung kam, andererseits entwickelte sich Napoleon zu einem Machtfaktor, der auch für ihre eigene Position bedrohlich werden konnte. Daher sollte Mitte Mai 1796 General François-Étienne Kellermann die im Norden von Italien operierenden Verbände befehligen. Doch Napoleon, sich seiner Macht durchaus bewusst, drohte offen mit Rücktritt. Das Direktorium gab nach, und Napoleon handelte weiterhin weitgehend eigenmächtig. Er selbst strebte nach seinen militärischen Erfolgen auch nach mehr politischer Einflussnahme. Am 29. Juni kapitulierte auch die Zitadelle von Mailand, dem Direktorium meldete Bonaparte: Die Trikolore fliegt über Mailand, Pavia, Como und allen Städten der Lombardei.

## Kämpfe um Mantua
Am 30. Mai 1796 hatten die Franzosen unter Bonaparte die Österreicher in der Schlacht von Borghetto am Mincio geschlagen. Die österreichische Armee zog sich Anfang Juni hinter die Etsch zurück und konzentrierte im Raum Rovereto, ab 4. Juni konnten die Franzosen beginnen, die Festung Mantua anzugreifen. Am 7. Juni war die Festung von allen Seiten eingeschlossen, General Sérurier leitete die Zernierung.
Ende Juni 1796 hatte General Wurmser an Beaulieus Stelle den Oberbefehl des österreichischen Heeres in Italien erhalten und führte seine Armee aus Süddeutschland durch Tirol nach Norditalien. Er zwang die Franzosen im Juli die Belagerung von Mantua vorübergehend aufzuheben.

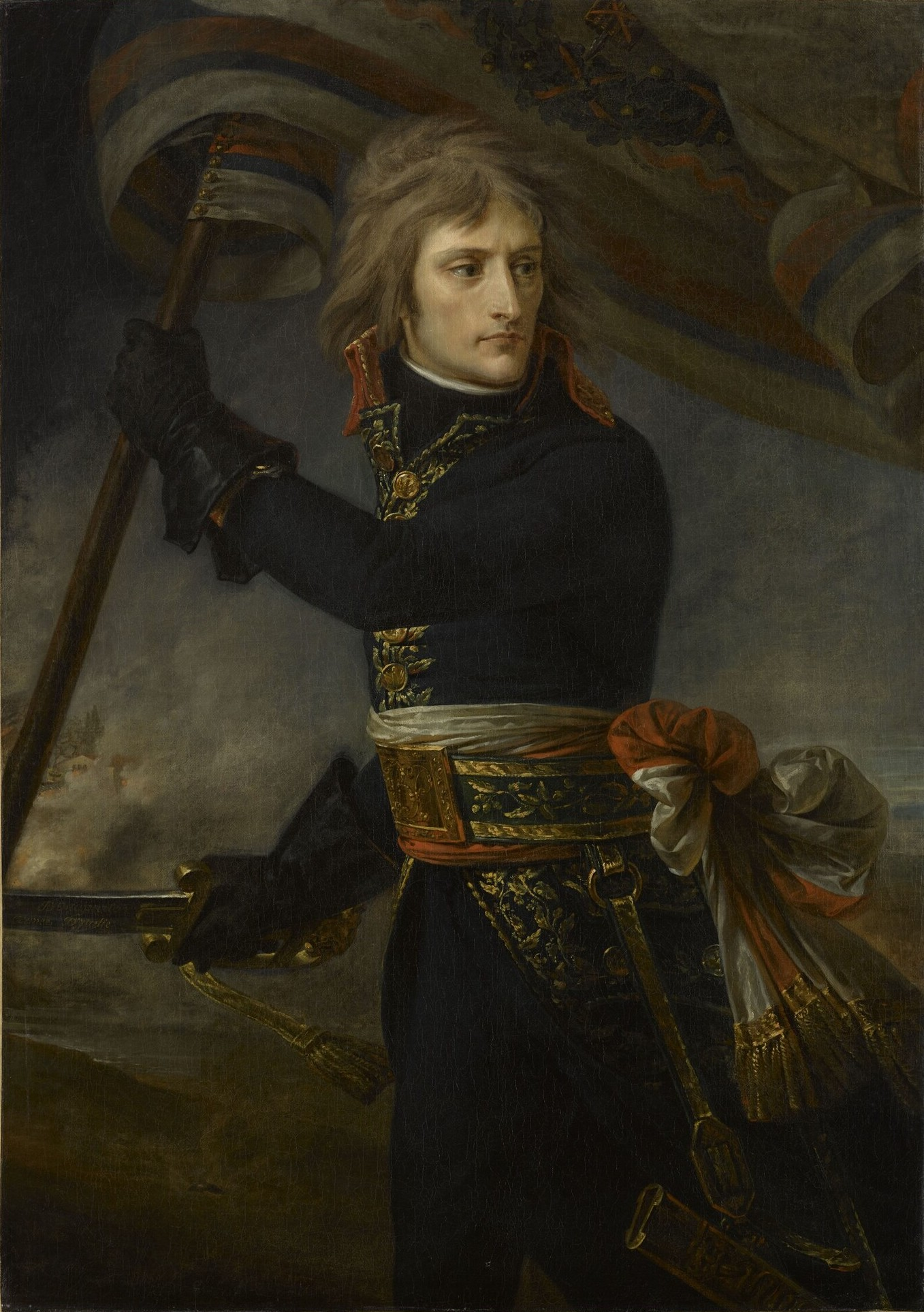
Napoleon auf der Brücke von Arcole

Wurmsers Truppen wurden nach einer Reihe von Gefechten in der Schlacht von Castiglione (5. August) geschlagen. Die Österreicher wurden konsequent an die Etsch verfolgt und bis zum 11. August nach Tirol zurückgedrängt. Die Hauptmacht wurde nochmals bei Bassano (8. September) geschlagen, nach Verona abgedrängt und zog sich hinter die Mauern von Mantua zurück, dessen Belagerung von den Franzosen wieder aufgenommen wurde.
Eine neue österreichische Entsatzarmee unter FZM Alvinczy wurde im Oktober aus dem Boden gestampft und drang in getrennten Kolonnen aus Südtirol und Friaul wieder bis Verona vor. Die Österreicher siegten zunächst auch an der Brenta und bei Caldiero (12. November), unterlag dann aber trotz zahlenmäßiger Übermacht in der Schlacht bei Arcole (15.–17. November) und nochmals bei Rivoli (17. Januar), worauf Mantua nach fast halbjähriger Belagerung am 2. Februar 1797 kapitulieren musste und endgültig in die Hände der Franzosen fiel.

## Zweiter Feldzug gegen den Kirchenstaat
Der Kirchenstaat war ein Auffangbecken für französische Emigranten und Gegner der Revolution. Aus diesem Grund bekam Napoleon schon im Februar 1797 vom Direktorium den Befehl, einen Straffeldzug gegen den Papst zu beginnen. Papst war damals Pius VI. (1775–1799).
Napoleon setzte seine Armee in Richtung Süden in Marsch. Im Verlauf des Feldzugs besetzten seine Truppen die Papststädte Bologna, Rimini, Ancona sowie Faenza und Forlì und anschließend den ganzen Kirchenstaat. Da der Papst das 200 Kilometer südlicher gelegene Königreich Neapel in Schach hielt, setzte Napoleon einen milden Friedensvertrag (Vertrag von Tolentino) auf und begnügte sich mit der Annexion der Städte Bologna, Ferrara und Romagna sowie einer dem Papst auferlegten Sperrung seiner Häfen für frankreich-feindliche Schiffe. Zudem beschlagnahmte Napoleon mehrere Millionen Franc. Außerdem wählte die Kunstkommission Napoleons antike Statuen aus der vatikanischen Sammlung zur Mitnahme nach Paris aus, darunter den Apoll vom Belvedere, die Laokoon-Gruppe, den Torso vom Belvedere, die Schlafende Ariadne und die Venus Colonna.

## Einmarsch nach Österreich
Die Franzosen konnten sich nun ungehindert nach Österreich wenden, da mit dem Sieg über den Papst und der Sperrung der Häfen die Flanken gesichert wurden. Am 10. März 1797 begann der Feldzug gegen Österreich und am 7. April marschierten Napoleons Streitkräfte in Leoben ein. Da bis dato keine französische Armee jemals weiter nach Österreich eingedrungen war und der Großteil der verfügbaren Truppen am Rhein stand, sahen die Österreicher ihre Hauptstadt Wien bedroht. Kaiser Franz II. musste schließlich am 7. April einen Waffenstillstand akzeptieren.

## Vorfrieden von Leoben
Im daraufhin am 18. April 1797 unterzeichneten Vorfrieden von Leoben, der am 24. Mai ratifiziert wurde, musste Österreich u. a. auf das Herzogtum Mailand verzichten und den seit April 1792 andauernden Konflikt mit Frankreich (Erster Koalitionskrieg) beilegen.

## Zug gegen Venedig
Auf seinem Feldzug bot Napoleon der Republik Venedig ein Bündnis an, doch lehnte der Senat ab. Er unterstützte stattdessen den bewaffneten Aufstand auf der Terra ferma, als Bonaparte gegen die Österreicher zog. Nachdem die französische Flotte am 17. April von den Kanonen am Lido zurückgeschlagen worden war, erklärte Napoleon, der „Attila für Venedig“ sein zu wollen.
Die Stadt wurde am 14. Mai 1797 besetzt, der Große Rat hatte die Adelsrepublik bereits aufgelöst und die Macht übergeben. Es gab insgesamt nur noch 962 Patrizier aus 192 Familien (siehe: Patriziat von Venedig), die fast alle ihre Ämter verloren. Anschließend ließ Napoleon eine Vielzahl von Kunstwerken aus Galerien und Sammlungen nach Paris schaffen. Besonderes Aufsehen erregte der Abtransport der beiden Wahrzeichen der Republik, des Löwen von San Marco und der vier goldenen Pferde von San Marco. Letztere zierten bis zu ihrer Rückgabe im Jahr 1815 das Triumphtor der Tuilerien.

## Der Frieden von Campo Formio
Der Friedensvertrag von Campo Formio wurde am 17. Oktober 1797 in Campo Formio unterzeichnet. Der Vertrag zwischen Österreich und dem Heiligen Römischen Reich Deutscher Nation, vertreten durch dessen letzten Kaiser Franz II., beinhaltete unter anderem den Verzicht des Kaisers auf die österreichischen Niederlande zugunsten Frankreichs und eine Neugestaltung Norditaliens. Österreich erhielt im Gegenzug dafür, dass man die Unabhängigkeit der nach französischem Vorbild geschaffenen Cisalpinischen Republik anerkannte, die Stadt Venedig mit deren Besitzungen, die bis zur Etsch reichten.

## Fazit des Italienfeldzuges
Der 13 Monate andauernde Feldzug, der mit einem französischen Sieg endete, war nicht zuletzt auch eine bemerkenswerte Leistung des Strategen Napoleon. Mit einer fast immer zahlenmäßig unterlegenen Armee, die in keiner Schlacht mehr als 44.000 Mann aufbot und materiell oftmals schlechter ausgerüstet war als die Österreicher, besiegte Napoleon insgesamt über 150.000 feindliche Soldaten und gewann zwölf große Schlachten. Zudem erbeuteten die Franzosen 170 Fahnen und etwa 1.100 Kanonen. Die Verluste der Österreicher beliefen sich auf rund 43.000 Mann.